# Alcázar de San Juan
Alcázar de San Juan er en by og kommune i det sydlige centrale Spanien i provinsen Ciudad Real. Den har et indbyggertal på 31.382 (2024) indbyggere.